# Recordowa Dziesiątka
Recordowa Dziesiątka (do marca 2018: Maniacka Dziesiątka) – masowa impreza lekkoatletyczna organizowana od 2005 corocznie w Poznaniu, w drugi weekend marca. W 2018 roku brało w niej udział 6000 zawodników.
Trasa biegu prowadzi przez ulice miasta i liczy 10 kilometrów, posiada atest PZLA. Organizowany jest również bieg dla dzieci i młodzieży.
Trasa Recordowej Dziesiątki sprzyja szybkiemu bieganiu, ponieważ nawierzchnia w 100% jest asfaltowa i nie ma na niej podbiegów. Rekord trasy wynosił w 2018 29:00 u mężczyzn i 32:43 u kobiet.
Organizatorem biegu jest Fundacja "Maniacka Dziesiątka".